# Mats Rosengren
Per Mats Albin Rosengren, född 24 oktober 1962 i Göteborg, är en svensk filosof, översättare och professor i retorik vid Uppsala universitet.

## Biografi
Rosengren doktorerade 1998 i teoretisk filosofi vid Göteborgs universitet med avhandlingen Psychagōgia: konsten att leda själar : om konflikten mellan retorik och filosofi hos Platon och Chaïm Perelman. År 2005 blev han docent i kontinentala idéströmningar vid samma universitet och 2009 utsågs han till professor i retorik vid Södertörns högskola. Från och med den 1 oktober 2014 innehar Rosengren stolen i Retorik vid Litteraturvetenskapliga institutionen, Uppsala universitet. Rosengren är dessutom del i tidskriften Gläntas redaktionsråd samt styrelsemedlem i Det Svenska Ernst Cassirer-sällskapet.

## Gärning
I avhandlingen Psychagōgia: konsten att leda själar: om konflikten mellan retorik och filosofi hos Platon och Chaïm Perelman undersöker Rosengren den schism som den västerländska filosofin burit på sedan dess födelse; den mellan filosofin och dess dåliga motpart retoriken. Avhandlingen rör sig kring frågan om hur denna dispyt rörande sanningen, kunskapen och moralen har formerats och transformerats genom historien samt hur den är möjlig att överskrida. 
Den del av Rosengrens verk som rönt störst uppmärksamhet, även utanför retorikämnet, är arbetet med doxologin som bland annat återfinns i Doxologi. En essä om kunskap, För en dödlig som ni vet är största faran säkerhet samt Cave Art, Perception and Knowledge. Flera av hans texter om doxologin finns idag översatta till bland annat ryska, franska och engelska. Rosengren har också bidragit till den internationella forskningen som rör Ernst Cassirers respektive Cornelius Castoriadis tänkande, bland annat i monografin De symboliska formernas praktiker – Ernst Cassirers samtida tänkande och kapitlet 'Magma' i Cornelius Castoriadis: Key Concepts.
Genom sin verksamhet som översättare av filosofiska verk från franska har Rosengren också varit delaktig i den svenska receptionen av bland andra Simone de Beauvoir, Michel Foucault, Jean-Paul Sartre, Pierre Bourdieu och Jacques Derrida.
I sin pågående forskning utreder Rosengren frågan om social mening och hur samtida retorisk teori kan utvecklas och transformeras med hjälp av tänkare från den filosofiska antropologin. Rosengren har också tidigare varit forskare vid bland annat SCAS och Högskolan för design och konsthantverk i Göteborg samt gästforskare vid bland annat Flinders University, Williams College och École des Hautes Études en Sciences Sociales.